# Ben Spijkers
Bernhard ("Ben") Hendrikus Martinus Spijkers (Nijmegen, 10 maart 1961) is een 1,86 m lange Nederlandse oud-judoka. Hij nam deel aan de Olympische Zomerspelen 1984, 1988 en 1992. In 1988 won hij een bronzen medaille in de klasse tot 86 kilogram.

## Arbiter
Spijkers werd na zijn actieve professionele judoloopbaan (1978-1986) scheidsrechter. In maart 2008 slaagde hij tijdens de wereldbeker in Praag voor het examen tot scheidsrechter van de International Judo Federation. Hierdoor is hij bevoegd om wedstrijden op wereldkampioenschappen te leiden.
Begin januari 2012 werd Spijkers geselecteerd door de IJF om te mogen arbitreren op de Olympische Spelen in Londen 2012, een bekroning op zijn jarenlange scheidsrechterwerk. Spijkers volgt onder meer Henk Plugge op, die arbitreerde op de Olympische Spelen in Beijing.

## Mixed Martial Arts
Spijkers nam in 1995 deel aan twee Mixed Martial Arts (MMA) partijen, die hij beide verloor. Erik Paulson nam hem op 29 juli in ronde 5 gevangen in een verwurging. Renzo Gracie deed dit op 17 oktober binnen 2.32 minuten, met een guillotine choke.